# عبدالرضا کردی
عبدالرضا کردی (زادهٔ ۱۳۴۲ در بروجرد - درگذشتهٔ ۲۹ بهمن ۱۳۹۶ کوه دنا) روان‌شناس، استاد حوزه خانواده، نویسنده و شاعر ایرانی بود.
از نقش‌های برجسته وی می‌توان به ریاست مرکز جهانی خلاقیت در مالزیو ریاست فرهنگسرای ملل اشاره کرد.

## زندگی و تحصیلات
عبدالرضا کردی در سال ۱۳۴۲ در شهرستان بروجرد متولد شد. کردی پس از اخذ مدرک کارشناسی در رشته روان‌شناسی بالینی از دانشگاه شیراز، تحصیلات خود را در مقطع کارشناسی ارشد در رشته روان‌شناسی تربیتی از دانشگاه آزاد تهران ادامه داده است. وی فارغ‌التحصیل دکترای روان‌شناسی از دانشگاه کورلینز آمریکا بود. از او به عنوان یکی از روانشناسان فعال در زمینه‌های مختلف می‌توان یاد کرد که از جمله فعالیت‌های وی به این موارد می‌توان اشاره نمود: تألیف بیش از ۵۰ عنوان کتاب روان‌شناسی، راه‌اندازی کارگاه‌های قصه گویی خلاق، برگزاری همایش‌های مختلف در زمینه روان‌شناسی، خلاقیت، خانواده و …همکاری با برنامه‌های مختلف صدا و سیما از جمله برنامه حالِ خوب، به عنوان روان‌شناس.
او همچنین نویسندگی و تهیه کنندگی برنامه «گوشه عافیت» در شبکه سلامت صدا و سیمای ایران را بر عهده داشت.

## نقش‌های برجسته
از جمله فعالیت‌های عبدالرضا کردی به موارد زیر می‌توان اشاره نمود:
- رئیس مرکز جهانی خلاقیت در مالزی[۱۵](آموزش و پرورش خلاق)[۱۶][۱۷]
- عضویت در بنیاد آموزش خلاق آمریکا[۱۸]
- نائب رئیس جامعه هنری ایران و مالزی[۱۹]
- مشاور خلاقیت و نوآوری رئیس سازمان فرهنگی هنری شهرداری تهران[۲۰]
- رئیس مرکز آموزش سازمان فرهنگی هنری شهرداری تهران[۲۱]
- مدیریت مرکز توسعه خلاقیت سازمان جهاد دانشگاهی تهران[۲۲]
- مدیریت مرکز توسعه خلاقیت هنری پژوهشگاه فرهنگ و هنر اسلامی
- ریاست اولین فرهنگسرای خانواده کشور
- معاون پژوهشی انجمن مطالعات خانواده در ایران[۲۳]
- ریاست کمیسیون کشوری سبک زندگی اسلامی با رویکرد تمدن نوین اسلامی[۲۴]
- مدیریت فصلنامه بین‌المللی مطالعات خانواده[۲۵]
- رئیس فرهنگسرای ملل[۲۶][۲۷]
- برگزاری کارگاه آموزشی، سمینار و همایش‌های مختلف در حوزه روان‌شناسی، خانواده، خلاقیت و …[۲۸][۲۹][۸][۳۰][۳۱][۳۲][۳۳][۳۴]

## درگذشت
عبدالرضا کردی در حادثه سقوط پرواز شماره ۳۷۰۴ هواپیمایی آسمان صبح روز ۲۹ بهمن ۱۳۹۶ درگذشت. مراسم تشییع و خاکسپاری وی در روز ۲۲ خرداد ۱۳۹۷ برگزار گردید و پیکرش در قطعه نام آورانِ بهشت زهرا به خاک سپرده شد.
مراسم یادبود «عبدالرضا کردی» همراه با کاشت نهالی به یاد او روز ۱۵ اسفند ۱۳۹۶ با حضور خانواده و همکارانش در فرهنگ‌سرای ملل برگزار شد.